# اوتیاکوو
اوتیاکوو (انگلیسی: Utyakovo) یک شهرک در شهرستان گافوریسکی استان باشقیرستان کشور روسیه است.